# Francisco de los Santos

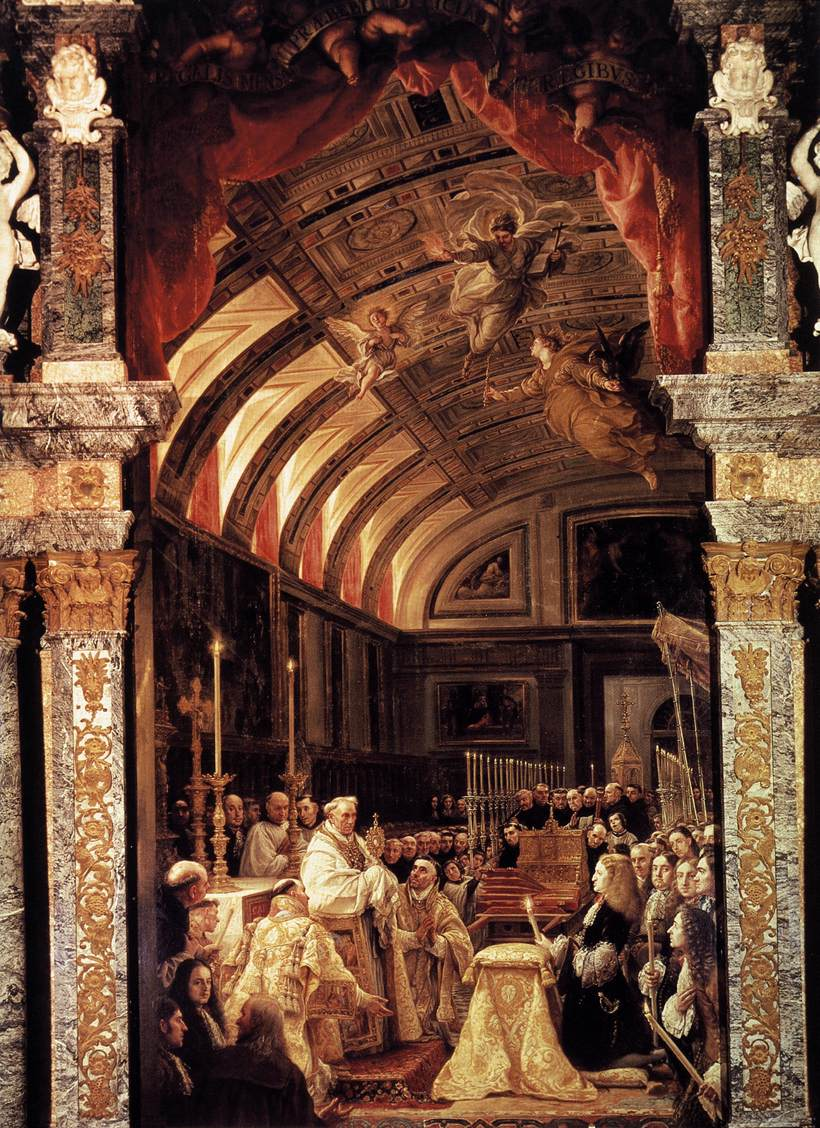
Claudio Coello, La Sagrada Forma, 1685-1690, Monasterio de El Escorial. El padre Santos, como prior del monasterio, aparece retratado portando la custodia ante Carlos II.

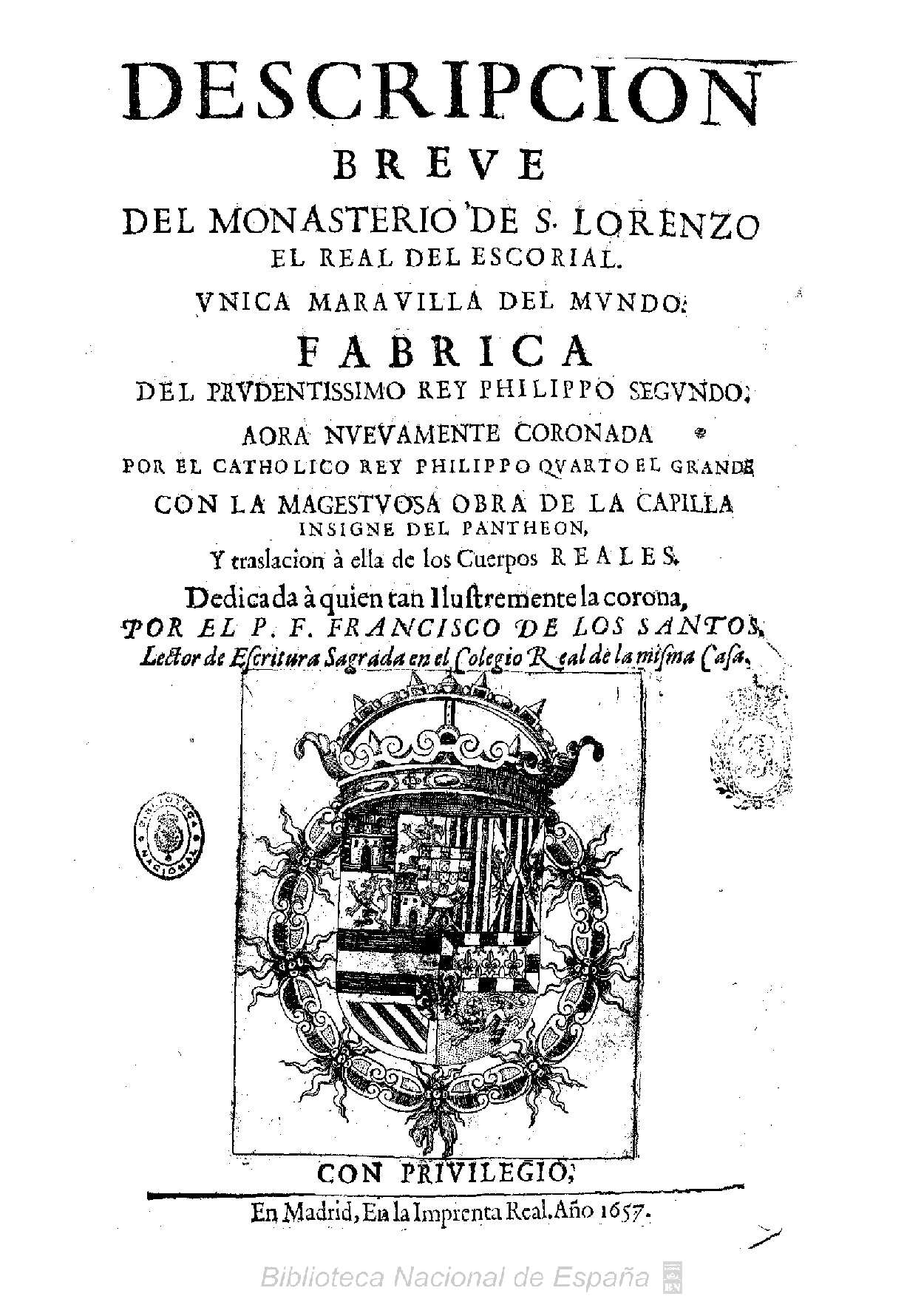
Descripción breve del Monasterio de S. Lorenzo el Real del Escorial, 1657.

Francisco de la Plaza Cuéllar, en religión Francisco de los Santos (Los Santos de la Humosa, 1617-San Lorenzo de El Escorial, 1699) fue un religioso, músico, escritor e historiador español, miembro de la Orden de San Jerónimo y electo obispo de Cortón en Nápoles.

## Biografía
Lector de Sagrada Escritura en el monasterio de San Lorenzo de El Escorial, dos veces prior del mismo monasterio (1681-1687 y 1697-1699) y Visitador general de Castilla y León, continuó la historia de la orden iniciada por fray José de Sigüenza, sacando en 1680 la Quarta parte de la Historia de la Orden de San Jerónimo, además de componer algunos autos sacramentales conservados manuscritos en la Biblioteca Nacional de España. El padre Santos podría haber sido también pintor aficionado, habiéndosele atribuido dos copias de cuadros de Rafael en el monasterio.
A raíz de la conclusión del Panteón Real por Felipe IV publicó en 1657, en la Imprenta Real, la Descripcion breue del monasterio de S. Lorenzo el Real del Escorial, vnica marauilla del mundo; Fabrica del prudentíssimo Rey Philippo Segundo: Aora nueuamente coronada por el Cathólico Rey Philippo quarto el Grande con la magestuosa obra de la Capilla insigne del Pantheon. Y traslación à ella de los Cuerpos Reales. Con tan largo título, es en rigor la primera guía histórico artística de un monumento español, ilustrada con espléndidos grabados de Pedro de Villafranca. El libro consta de dos partes y un apéndice. La primera es un resumen de la más extensa descripción proporcionada por el padre Sigüenza en su Historia de la fundación del monasterio de El Escorial, incorporada a su Historia de la Orden Jerónima, dedicando íntegramente la segunda parte, la más original, a la descripción del Panteón, con detalles de su construcción y adorno, completándose la obra con un resumen estadístico de los aposentos, cuadros, patios y demás elementos del monasterio.
La Descripción se editó nuevamente con diversos añadidos en 1667, 1681 y 1698, poniendo en ellos especial atención a los cuadros, con noticias de los llevados por Velázquez, por orden del rey y en buena parte procedentes de la almoneda de Carlos I de Inglaterra, y su colocación en las distintas dependencias del monasterio, como auténtico museo abierto. Además se tradujo abreviadamente al inglés en fecha temprana por un servidor del conde de Sandwich, siendo editada en Londres en 1671 con el título The Escurial; or, a Description of that wonder of the world for architecture..., y de nuevo en versión completa en 1760, A description of the Royal Palace, and monastery of St. Laurence, called the Escurial. También en Londres, pero en castellano, salió en 1746 un extracto entreverado con otras noticias tomadas de Antonio Palomino en una guía viajera titulada Las ciudades, iglesias y conventos de España, donde ay obras de los pintores y estatuarios eminentes españoles, puestos en orden alfabético con sus obras puestas en sus propios lugares por Don Palomino Velasco y Francisco de los Santos.
Sin lugar ni fecha, pero hacia 1695, sacó a la luz un pequeño folleto dedicado a las pinturas realizadas por Luca Giordano en las escaleras y bóvedas de la iglesia, explicando sus asuntos que él mismo pudo sugerir: Descripción de las excelentes pinturas al fresco con que la Magestad del Rey Nuestro Señor Carlos Segundo (que Dios guarde) ha mandado aumentar el adorno del Real Monasterio de S. Lorenço del Escorial.